# Tepelsko-barrandienská oblast

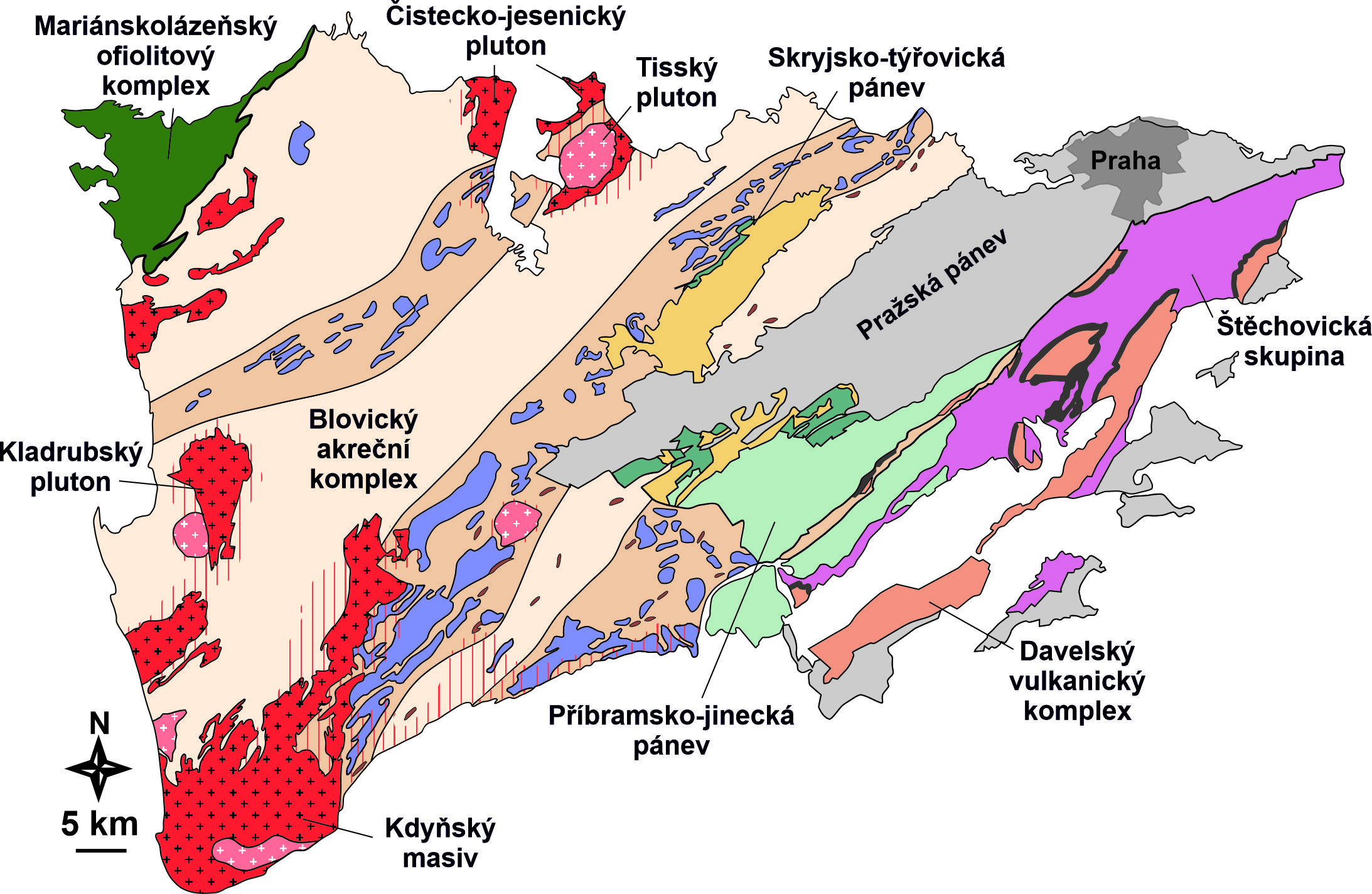
Geologická mapa tepelsko-barrandienské oblasti

Tepelsko-barrandienská oblast (též bohemikum, či středočeská oblast) je jednou ze základních regionálně geologických jednotek Českého masivu. Nachází se ve středních, západních a jihozápadních Čechách a zasahuje až do Bavorska. Nachází se zde sedimentární (uložené), metamorfované (přeměněné) i magmatické (vyvřelé) horniny. Během variského (hecynského) vrásnění, při němž se zformoval Český masiv, nebyla zanořena do velkých hloubek zemské kůry, proto se zde zachovaly starší vulkanické a sedimentární sledy. Stáří těchto hornin sahá od neoproterozoika po devon.

## Umístění
Tepelsko-barrandienská oblast je na jihu a západě ohraničena moldanubikem, na severovýchodě lugikem a na severozápadě saxothuringikem, avšak celá celá její severní část, a tudíš i kontakty s lugikem a saxothuringikem, je překryta sedimenty české křídové pánve a podkrušnohorských terciérních pánví.

## Vnitřní členění
Horniny tepelsko-barrandienské oblasti můžeme najít ve třech oddělených oblastech: v Železných horách, v ostrovní zóně a v hlavní části. Ve všech těchto oblastech jsou zachována tři strukturní patra: kadomské, kambrické a spodno-paleozoické (ordovik-devon). Nejlépe zachovaná a nejvíce prostudovaná jsou tato patra v hlavní části tepelsko-barrandienské oblasti, proto je jejich vývoj níže popsán pouze z této části.[zdroj?]

## Geologický vývoj

### Kadomské vrásnění
Na hranici neoproterozoika a kambria, tedy před cca 600 až 525 miliony let, se tepelsko-barrandienská oblast nacházela na severním okraji superkontinentu Gondwana (Pannotie). Zachoval se zde akreční klín (Blovický akreční komplex) a vulkanický oblouk (Davelský vulkanický komplex), jenž je překryt sedimenty post-vulkanické sedimentrání pánve (Štěchovická skupina).
- Blovický akreční komplex je tvořen zejména horninami turbiditních proudů, jako jsou droby, prachovce a jílovce, v menší míře jsou zastoupeny bazalty (lokálně zvané spility), buližníky a vápence. Tyto horniny jsou poměrně málo metamorfované, jen na západě stoupá metamorfóza podle barrovienské posloupnosti až do sillimanitové facie. Stáří hornin se pohybuje od cca 600 po cca 525 milionů let.[4]
- Davelský vulkanický komplex se nachází východně od blovického akrečního komplexu a reprezentuje kadomský vulkanický oblouk. Jeho největší část zaujímá ložiskově známé jílovské pásmo. Tyto horniny jsou místy metamorfované kontaktní i regionální metamorfózou. Nalezneme zde ortorulu, amfibolit, metaryolit, andezit, dacit, ryolit, trondhjemit a pyroklastické ekvivalenty zmíněných vulkanických hornin.[5] Stáří těchto hornin je cca 610 - 570 milionů let.[zdroj?]
- Štěchovická skupina je tvořena sedimenty turbiditních proudů a překrývá starší vulkanické a vulkanoklastické horniny Davelského vulkanického komplexu. Nachází se zde droby, prachovce, jílovce a slepence. Sedimentace zde probíhala před cca 580-560 miliony let.[6]

### Kambrium
V tepelsko-barrandienské oblasti můžeme rozlišit tři zásadní kambrické události zachované v přítomných horninách.
1. Ve spodním kambriu, cca do 525 milionů let zpět, probíhá sedimentace a akrece v západní části blovického akrečního komplexu. S ní souvisí obdukce ofiolitového komplexu (mariánskolázeňský komplex) na severozápadě oblasti.
2. Ve středním kambriu, cca před 525 - 505 miliony let, došlo k intruzi mnoha magmatických těles do zformovaného akrečního klínu, rovněž v západních Čechách. Jsou to například kdyňský masiv, kladrubský pluton nebo čistecko-jesenický pluton.
3. Ve středním až svrchním kambriu došlo k otevření dvou pull-apartových pánví na východní straně tepelsko-barrandienské oblasti (ve středních Čechách). Nazýváme je pánve příbramsko-jinecká a skryjsko-týřovická. Tyto pánve jsou vyplněny slepencem, pískovcem, prachovcem a jílovcem (břidlicí). Sedimentace zde začala před přibližně 512 miliony let a trvala cca 10 milionů let.[6] V určitých vrstvách, zvláště v jineckém souvrství, se nachází mnoho zkamenělin trilobitů, měkkýšů, ramenonožců či ostnokožců. V paseckých břidlicích byla dokonce nalezena nejstarší česká fosilie: endemický korýš Kodymirus vagans[2]. Ve stropě obou těchto kambrických pánví se nachází mocná vrstva vulkanitů: andezitů, dacitů a ryolitů; které byly datovány na cca 500 milionů let.[7]

### Ordovik až devon
Ve spodním ordoviku se začala otevírat riftová pražská pánev, ve které jsou zachovány konkordantní vrstvy až do jejího výzdvihu ve středním devonu. Sedimentace začíná bazálními slepenci třenického souvrství a následně se střídají vrstvy břidlic, pískovců, černých břidlic a vápenců. Sedimentární vrstvy jsou na mnoha místech narušeny vulkanity, které mají bazaltický až pikritický charakter. Vzhledem k dobrému odkryvu a dobrému zachování na sebe navazujících vrstev je pražská pánev jednou z typických a světově proslulých prvohorních lokalit. Nalezneme zde mnoho zkamenělin měkkýšů, ramenonožců, trilobitů, graptolitů aj. Navíc zde byl stanoven mezinárodní stratotyp silur-devon, podle místních názvů je pojmenována epocha přídolí a stupně lochkov a prag. Nachází se zde mnoho přírodních památek, jako Svatý Jan pod Skalou, Koněpruské jeskyně, Prokopské údolí a další.[zdroj?]

### Variské vrásnění
Během variského vrásnění došlo ke zformování Českého masivu a mnoho původních sedimentárních a magmatických hornin prošlo metamorfózou. Kvůli tomu, že během tohoto horotvorného procesu byla tepelsko-barrandienská oblast v pozici nadložní desky, nedošlo k jejímu zanoření do velkých hloubek zemské kůry. Horniny jsou proto často intenzivně zvrásněné, ale metamorfóza pouze výjimečně přesahuje zeolitovou facii. Variská metamorfóza je nejvíce patrná na západě oblasti, kde se postupně zvyšuje podle barrovienské posloupnosti a dosahá až sillimanitové facie.
Tepelsko-barrandienská oblast je z velké části lemována variskými granitoidními plutony, jako jsou středočeský plutonický komplex na jihovýchodě, borský pluton na západě, krušnohorský pluton na severozápadě, či nasavrcký plutonický komplex v Železných horách. Uvnitř oblasti je jen málo dokladů variské magmatické činnosti, jako například štěnovický či tisský pluton. Všechny tyto variské intruze produkují kontaktní metamorfózu ve svém okolí a přeměnily tak okolní horniny na kontaktní rohovce.

## Rozdíly s okolními jednotkami
Tepelsko-barrandienskou jednotku odlišují od okolních jednotek Českého masivu například tyto charakteristiky:
- Většinově nižší stupeň metamorfózy.
- Dobře zachované předvariské struktury a sedimentární a vulkanické sekvence.
- Přítomnost vrstev s hojnými zkamenělinami.
- Malý objem variských magmatických těles.

## Zajímavé lokality
Geologicky zajímavých lokalit je v tepelsko-barrandienské oblasti nepřeberné množství. Nacházejí se zde například národní geoparky Barrandien a Železné hory, mnoho geologických naučných stezek a regionálních muzeí. Vyčerpávající přehled nabízí stránky České geologické služby, nebo například publikace Geologické vycházky Českou republikou; zde je zmíněno pouze pár možná nejznámějších lokalit:
- Šárecké údolí s četnými výchozy břidlic, drob, vulkanitů a buližníků blovického akrečního komplexu.
- Údolí svatojánských proudů s výchozy trondhjemitů a vulkanitů davelského vulkanického komplexu.
- Vrch Vinice u Jinců s kambrickými vrstvami bohatými na fosilie.
- Barrandovské skály se zvrásněnými vrstvami devonských vápenců.
- Radotínské údolí s množstvím vápencových lomů s hojnými zkamenělinami.